# 東洋発酵
株式会社東洋発酵（とうようはっこう、英: TOYOHAKKO Co., Ltd. ）は、健康食品・化粧品・ペットフードの原料を製造販売・OEM/ODM事業を展開する日本の企業である。本社・中央研究所は愛知県大府市に置かれている。

## 概要
1984年（昭和59年）創業した機能性食品や化粧品・ペットフードなどの原料製造メーカーで、食品や化粧品、医薬品などの各種メーカーにOEM供給も行なっている。2000年（平成12年）に中部ニュービジネス協議会会長賞受賞したほか、2002年（平成14年）には愛知ブランド企業に認定されている。

## 沿革
| 1984年（昭和59年） | 代表取締役木村彰彦 個人開業                                                    |
| 1986年（昭和61年） | 資本金300万円にて法人設立                                                      |
| 1999年（平成11年） | 資本金9081万円に増資 東京支店開設                                              |
| 2002年（平成14年） | 中部ニュービジネス大賞中部ニュービジネス協議会会長賞受賞                       |
| 2003年（平成15年） | ISO9001認証取得 本社・中央研究所建設、移転                                     |
| 2004年（平成16年） | 日経ニューオフィス賞中部ニュービジネス協議会会長賞受賞                         |
| 2005年（平成17年） | 愛知ブランド企業認定                                                           |
| 2010年（平成22年） | すこやか食品株式会社(現 株式会社すこやか)子会社化                              |
| 2011年（平成23年） | 新エネルギー・産業技術総合開発機構（NEDO）助成金採択                           |
| 2017年（平成29年） | 本社ビル BELS（建築物省エネルギー性能表示制度）認証取得 日本レース株式会社買収 |
| 2018年（平成30年） | 東京支店を神田槇町トライアングルタワーズに移転                                 |
| 2019年（平成31年） | 経済産業省より「健康経営優良法人2019」に認定                                   |
| 2020年（令和2年）  | 経済産業省より「健康経営優良法人2020」に認定                                   |

## 製品
原料のほか化粧品の自社開発も行っている。
- 食品原料
- 化粧品原料
- ペットフード原料

## 事業所
- 本社・中央研究所（愛知県大府市）
- 東京支店（東京都千代田区神田）

## 関連会社・法人
- 株式会社すこやか
- 日本レース株式会社